# Martin Schleich (Pokerspieler)
Martin Johannes Schleich (* 8. Februar 1982) ist ein deutscher Pokerspieler. Er gewann 2011 das Main Event der European Poker Tour.

## Pokerkarriere
Schleich spielt auf der Onlinepoker-Plattform PokerStars unter dem Nickname Face333X. Dort gewann er 2014 und 2018 jeweils einen Titel bei der World Championship of Online Poker.
Seine erste Geldplatzierung bei einem Live-Turnier erzielte Schleich im April 2009 beim Main Event der European Poker Tour (EPT) in Sanremo. Anfang September 2011 gewann er das EPT-Main-Event in Barcelona. Dafür setzte er sich gegen 810 andere Spieler durch und sicherte sich eine Siegprämie von 850.000 Euro. Anfang Februar 2014 belegte Schleich beim EPT High Roller in Deauville den mit 81.500 Euro dotierten fünften Platz. Seine bis dato letzte Geldplatzierung erzielte er im März 2015 bei der EPT auf Malta.
Insgesamt hat sich Schleich mit Poker bei Live-Turnieren knapp 1,5 Millionen US-Dollar erspielt.